# Нарьян-Мар (река)
Нарьян-Мар — река в России на острове Сахалин, левый приток реки Лютоги. Длина реки составляет 16 км, площадь водосборного бассейна — 30,6 км².

## Название
На карте РККА острова Сахалин 1930—1940 годов река отмечена как Уросима-гава.

## География
Исток на восточном склоне горы Окуневки Бамбукового хребта. Протекает по территории Холмского района Сахалинской области с востока на запад. Впадает в реку Лютогу на 62 км от её устья. Левый приток — река Истра, правый — ручей Малый.

## Данные водного реестра
По данным государственного водного реестра России относится к Амурскому бассейновому округу.
Код объекта в государственном водном реестре — 20050000212118300006441.